# Andrzej Hubert Fournet
Andrzej Hubert Fournet (ur. 6 grudnia 1752 w Saint-Pierre-de-Maillé, zm. 13 maja 1834 w La Puye) – francuski duchowny, święty Kościoła katolickiego.

## Życiorys
Urodził się bardzo religijnej rodzinie. W 1776 roku otrzymał święcenia kapłańskie. Po wybuchu rewolucji we Francji udał się na wygnanie do Hiszpanii. Do Francji powrócił w 1797 roku. W 1798 r. poznał Joannę Elżbietę Bichier des Ages, z którą w 1807 roku założył zgromadzenie Sióstr Krzyża (Filles de la Croix).
Zmarł 13 maja 1834 roku w wieku 81 lat w opinii świętości.
Został beatyfikowany przez papieża Piusa XI w dniu 16 maja 1926 roku, a kanonizowany również przez papieża Piusa XI w dniu 4 czerwca 1933 roku.